# نيسان بي أي-1
نيسان بي أي-1 (بالإنجليزية: Nissan Be-1)‏ هي سيارة من تصنيع شركة نيسان موتورز.